# Затон (Архангельск)
Затон — посёлок в черте города Архангельск, часть Исакогорского округа. Расположен на левом берегу Северной Двины.
Численность населения — около 2 тысяч человек.
Основное предприятие — ОАО «Архангельская РЭБ флота», одно из самых старых судоремонтных предприятий города.

## История
В 1920 году в Исакогорском затоне было решено строить мастерские для останавливавшихся здесь на зимовку судов. Эти мастерские развивались и вскоре оформились в крупное предприятие, вокруг которого образовался посёлок.

## Социальная сфера
В поселке расположены:
- Средняя школа № 82
- УМВД по Исакогорскому округу г. Архангельска
- Детский сад № 132 «Алые паруса»
- Амбулатория
- Аптека № 146 сети «Аптеки поморья»

## Изображения

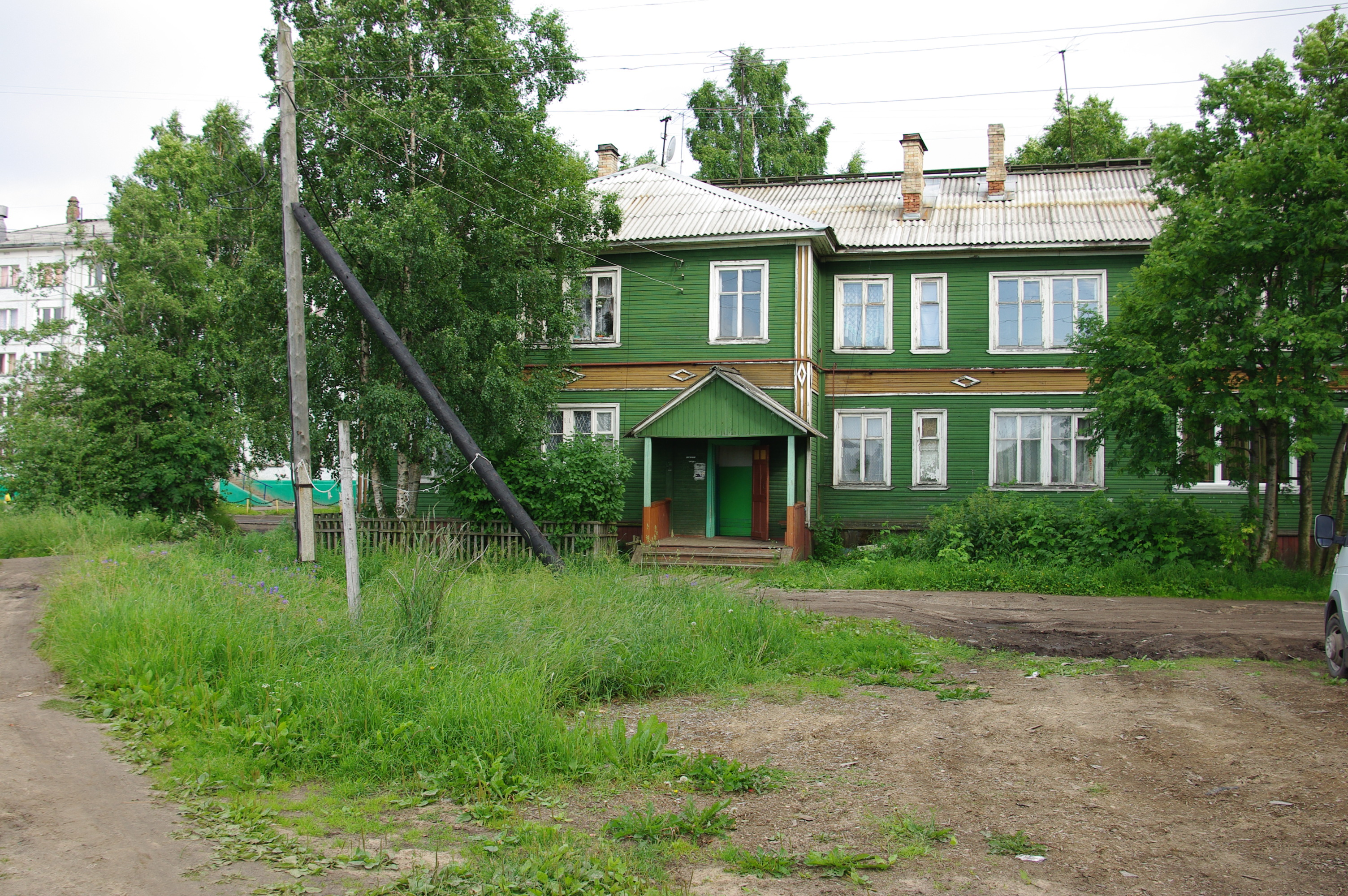
Деревянный дом в Затоне
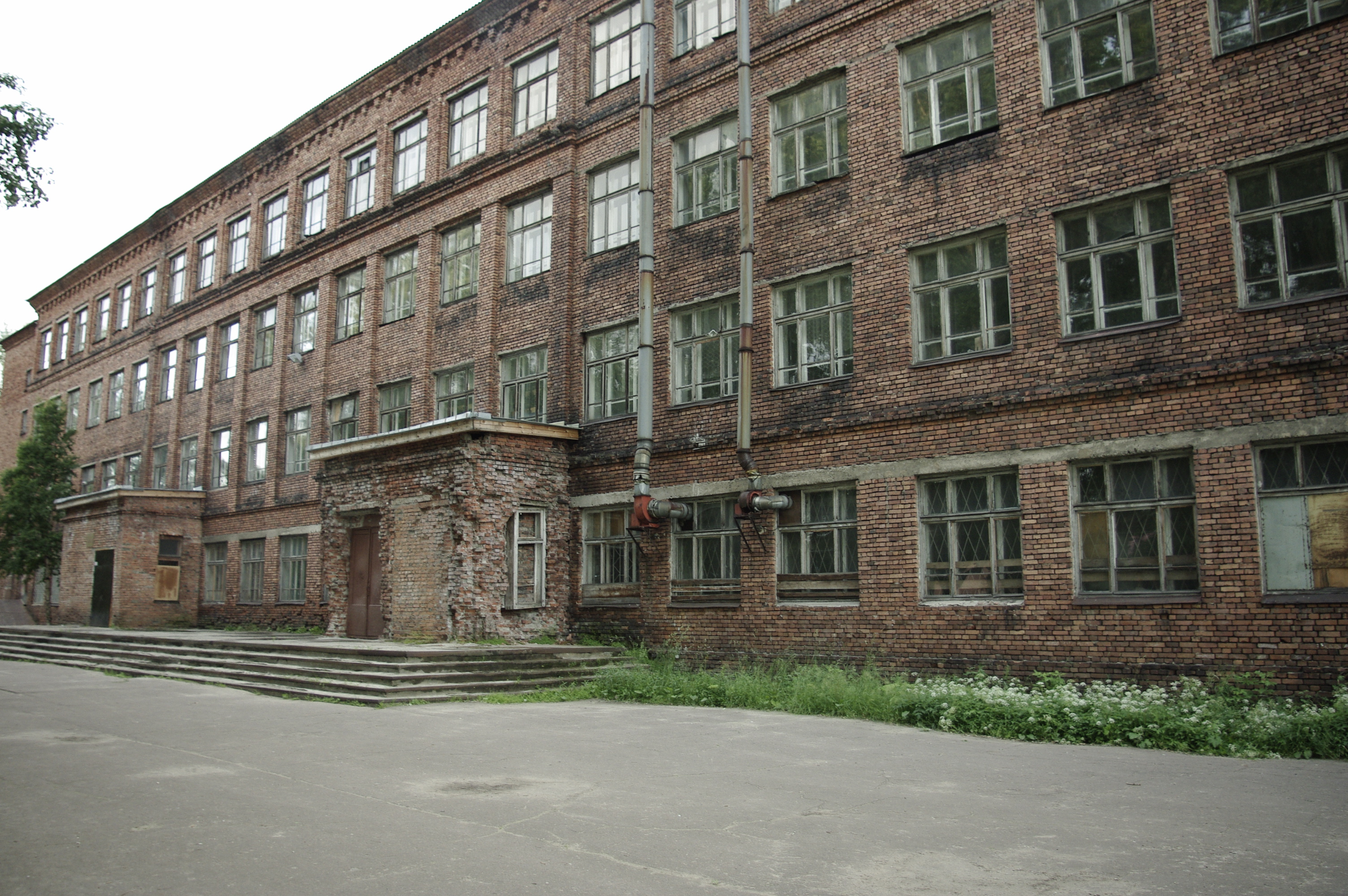
Здание школы 82.
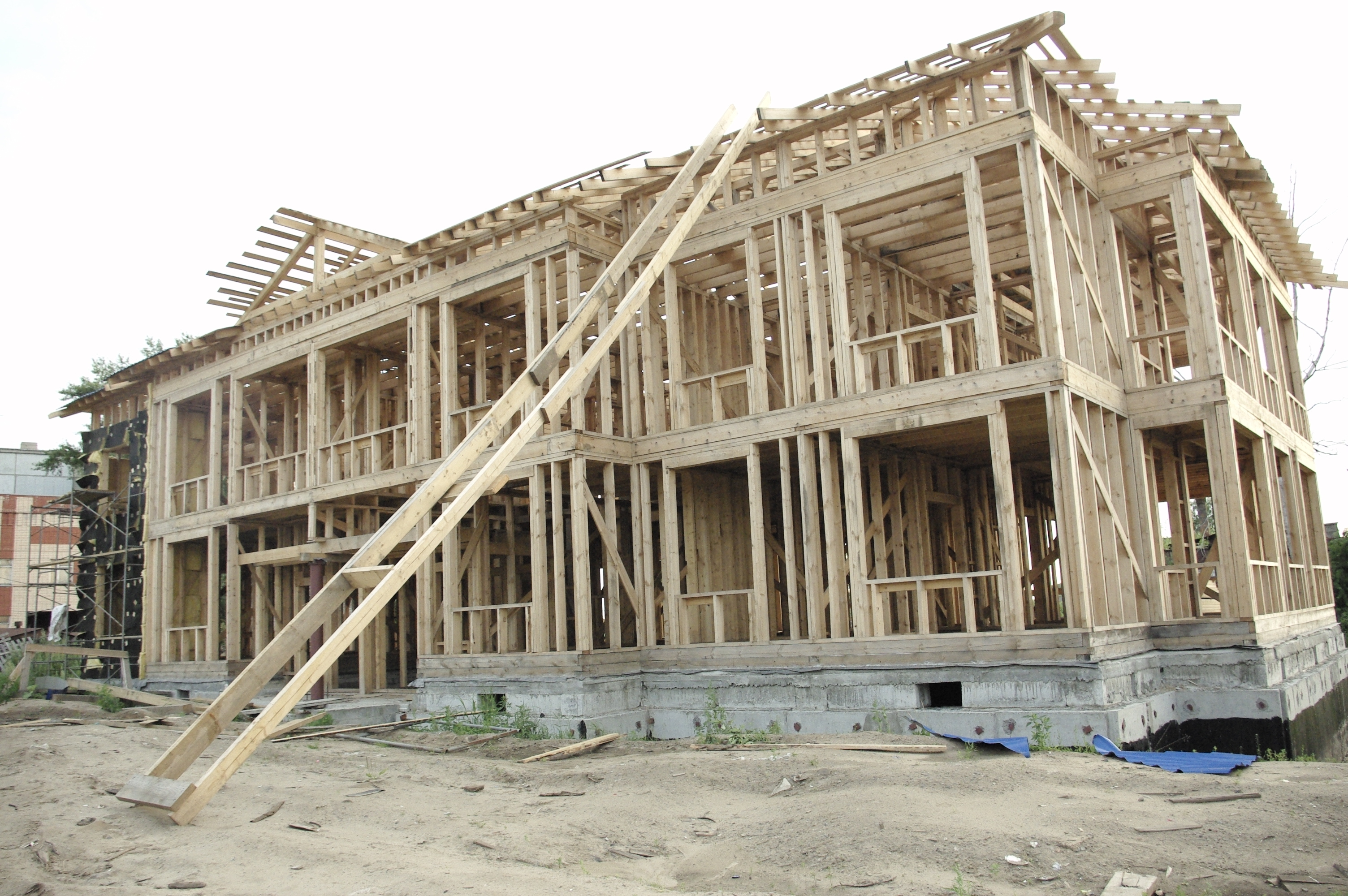
Строящийся деревянный многоквартирный дом